# Alexander Granko Arteaga
Alexander Enrique Granko Arteaga (Porto Cabelo, 25 de março de 1981) é um militar venezuelano com o grau de coronel da Força Armada Nacional Bolivariana (FANB). É conhecido por pertencer à Direção Geral de Contrainteligencia Militar (DGCIM) e ter participado em diversas operações de segurança nacional nas presidências de Nicolás Maduro.
Tem sido assinalado em relatórios das Nações Unidas por múltiplas violações de direitos humanos, incluídos atos de tortura e trato cruel, incluindo a morte do capitão da Armada venezuelana Rafael Deita Arévalo sob custódia da DGCIM. Granko tem sido objeto de sanções por parte da União Européia e dos Estados Unidos desde 2019, ano em que morreu Deita Arévalo.

## Direção Geral de Contrainteligência Militar
Granko Arteaga iniciou sua trajetória na DGCIM como capitão e assistente da “Ayudantía”, sendo responsável por levar a mala de Hernández Dala e de fungir como chefe de sua escolta. Graças a sua proximidade e confiança com Hernández Dala, em 2017 foi nomeado chefe da Ayudantía Geral e da Direcção de Assuntos Especiais (DAE), um grupo de choque que não figura na hierarquia formal da DGCIM.

## Denúncias e sanções
Durante a estadia de Granko Arteaga na Unidade de Assuntos Especiais (DAE) da Direcção Geral de Contrainteligencia Militar (DGCIM) na Venezuela, reportou-se um aumento significativo nas práticas de tortura e violações de direitos humanos. Os métodos utilizados incluem surras, asfixia, descargas elétricas e privação do sonho, com o objetivo de obter confissões ou informação dos detentos, muitos dos quais são militares, civis e presos políticos. As vítimas são com frequência acusadas de traição ou corrupção sem provas suficientes, e seus direitos fundamentais são sistematicamente violados durante o processo de detenção e interrogatório.